# Conceit (film)
Conceit er en amerikansk stumfilm fra 1921 af Burton George.

## Medvirkende
- William B. Davidson som William Crombie
- Hedda Hopper som Mrs. Agnes Crombie
- Charles K. Gerrard som Carl Richards
- Betty Hilburn som Jean la Fleche
- Maurice Costello som Barbe la Fleche
- Pat Hartigan som Sam Boles
- Warren Cook som Alexander McBain